# Zhang Changning
Zhang Changning (em chinês:  张常宁; 6 de novembro de 1995) é uma voleibolista profissional chinesa, campeã olímpica.

## Carreira
Zhang é membra da seleção chinesa de voleibol feminino. Em 2016, representou seu país nos Jogos Olímpicos de Verão no Rio de Janeiro, que foi campeã.

## Premiações Individuais
- Copa Asiática de Voleibol Feminino de 2014: "Melhor Ponteira"
- Jogos Asiáticos de 2014: "Maior Pontuadora"
- Campeonato Chinês de Voleibol Feminino de 2014/2015: "Melhor Oposta"
- Copa do Mundo de Voleibol Feminino de 2015: "Melhor Saque"
- Campeonato Chinês de Voleibol Feminino de 2015/2016: "Most Valuable Player (MVP)"
- Campeonato Chinês de Voleibol Feminino de 2015/2016: "Melhor Ponteira"
- Campeonato Chinês de Voleibol Feminino de 2015/2016: "Maior Pontuadora"
- Campeonato Chinês de Voleibol Feminino de 2015/2016: "Melhor Atacante"
- Campeonato Chinês de Voleibol Feminino de 2015/2016: "Melhor Saque"